# Thiago Pinto Borges
Thiago Pinto Borges (født 22. oktober 1988) er en brasiliansk fodboldspiller. Han har tidligere spillet for Esbjerg fB i den danske Superliga, og spiller nu for Knattspyrnufélagið Þróttur på Island.
Thiago har siden tidligt i teenage-alderen været ombejlet af storklubber, og har bl.a. været til prøvetræning hos AC Milan og Valencia.
Esbjerg fB skrev en 3-årig kontrakt med Thiago, da han var 15 år gammel.
Da Thiago var 16 år gammel, annullerede DBU kontrakten mellem ham og EfB med tilbagevirkende kraft – kontrakten som DBU ellers havde godkendt året forinden. EfB appellerede afgørelsen, og fik i foråret 2006 – 5 måneder inden Thiago's 18 års fødselsdag – svar fra DBU's appeludvalg: EfB fik ret til at skrive kontrakt med Thiago alligevel.
Pga. internationale retningslinjer udstedt af FIFA, spillede Thiago ikke på højere niveau end Ynglingeligaen, før han fyldte 18 år. Han fik dog dispensation af DBU til at deltage på Esbjerg fB's førstehold i træningsturneringen Viasat Cup. Den 15. oktober 2006 forlængede Esbjerg fB kontrakten, så den gik til den 20. juni 2009. Dette skete blot 10 dage efter hans debut i Superligaen.
Thiago Pinto Borges har fået sin fodboldopvækst i São Paulo-området og har tidligere spillet for EC Bahia i Brasilien.
Da kontrakten med Esbjerg fB udløb i juni 2009 valgte klubben ikke at forlænge aftalen. Derfor tog han til flere prøvetræninger hvor Viborg FF var en af klubberne.
I 2009 rykkede Thiago til Skjold Birkerød i Danmarksserien. Her spillede han i et halvt år. Efter det gik turen til Kroatien et enkelt år, inden han i 2011 returnerede til Skandinavien. Her spillede han 23 kampe og scorede tre mål for svenske Trelleborgs FF.
Fra januar 2013 spillede han for FC Vestsjælland . Her blev Thiago genforenet med cheftræner Ove Pedersen, som i 2003 rejste til Brasilien og vendte hjem til den vestjyske klub med den dengang 15-årige Thiago Pinto Borges. Siden fulgte udlejninger til AB og Skive IK, inden FC Vestsjælland den 30. november 2015 gik konkurs, og Thiago stod derfor uden kontrakt.
Den 4. februar 2016 skrev han kontrakt med Knattspyrnufélagið Þróttur, hvor Per Rud er sportsdirektør.